# Sông Moei
Sông Moei (tiếng Thái: เมย) là một nhánh của sông Salween. Sông Moei bắt nguồn từ huyện Phop Phra, tỉnh Tak. Không giống như phần lớn các sông ở Thái Lan, nó chảy về hướng Bắc. Sông này tạo biên giới tự nhiên giữa Thái Lan và Myanmar. Các huyện dọc theo bờ sông Moei phía Thái Lan từ Nam lên Bắc là Mae Sot, Mae Ramat, Tha Song Yang và cuối cùng nó chảy vào sông Salween ở huyện Sop Moei của tỉnh Mae Hong Son. Sông dài 327 km.